# Warrensburg (Missouri)
Warrensburg ist eine Stadt im Johnson County im US-Bundesstaat Missouri. Warrensburg hatte bei der Volkszählung im Jahr 2020 des US Census Bureaus 19.337 Einwohner.
Sie ist Sitz der University of Central Missouri (UCM) mit 12.000 Studenten.

## Demografie
Die bei der Volkszählung im Jahr 2000 ermittelten 16.340 Einwohner von Warrensburg lebten in 5951 Haushalten; darunter waren 3035 Familien. Die Bevölkerungsdichte betrug 748 pro Quadratkilometer. Im Ort wurden 6380 Wohneinheiten erfasst. Unter der Bevölkerung waren 86,9 Prozent Weiße, 6,5 Prozent Afroamerikaner, 0,6 Prozent amerikanische Indianer, 2,8 Prozent Asiaten und 0,9 Prozent von anderen Ethnien; 2,3 Prozent gaben die Zugehörigkeit zu mehreren Ethnien an.
Unter den 5951 Haushalten hatten 26,6 Prozent Kinder unter 18 Jahren; 30,8 Prozent waren Singlehaushalte. Die durchschnittliche Haushaltsgröße war 2,29, die durchschnittliche Familiengröße 2,93 Personen.
Die Bevölkerung verteilte sich auf 18,0 Prozent unter 18 Jahren, 36,5 Prozent von 18 bis 24 Jahren, 22,8 Prozent von 25 bis 44 Jahren, 12,9 Prozent von 45 bis 64 Jahren und 9,7 Prozent von 65 Jahren oder älter. Der Median des Alters betrug 23 Jahre.
Der Median des Haushaltseinkommens betrug 29.332 $, der Median des Familieneinkommens 45.845 $. Das Prokopfeinkommen in Warrensburg betrug 14.714 $. Unter der Armutsgrenze lebten 24,3 Prozent der Bevölkerung.

## Söhne und Töchter der Stadt
- Sidney Toler (1874–1947), Schauspieler
- Errett Lobban Cord (1894–1974), Industrieller und Unternehmer
- Gene Watts (* 1936), Posaunist
- Mary Fallin (* 1954), Politikerin
- Kimberly Wyatt (* 1982), Sängerin und Tänzerin